# Mediana (geometria)

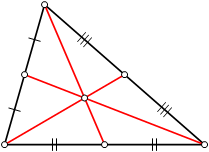
As medianas de um triângulo e o baricentro

Em geometria, a mediana de um triângulo é o segmento de reta que liga um vértice deste triângulo ao ponto médio do lado oposto a este vértice. As três medianas de um triângulo são concorrentes e se encontram no centro de massa, ou baricentro do triângulo.

## Relação com o centro de massa
Cada mediano de um triângulo passa pelo centróide (baricentro) do triângulo, que é o centro de massa de um objeto infinitamente fino de densidade uniforme que coincide com o triângulo.  Assim, o objeto seria equilibrado no ponto de interseção das medianas. 
O centróide divide a mediana de forma que a parte que toca o vértice é igual a duas vezes a parte que toca o lado oposto a ele.

## O tamanho de uma mediana
Usando o teorema de Stewart temos:
{\displaystyle m={\sqrt {\frac {2b^{2}+2c^{2}-a^{2}}{4}}}}
onde a é o lado do triângulo que a mediana intercepta,b e c são os outros lados e m é o tamanho da mediana, não esquecendo que a mediana é diferente de bissetriz e diagonal
mediana ma
1.-
AA' = mediana = ma
<BA'A = {\displaystyle \phi }
{\displaystyle c^{2}={\frac {a^{2}}{4}}+m_{a}^{2}-am_{a}\cos \phi }
{\displaystyle b^{2}={\frac {a^{2}}{4}}+m_{a}^{2}+am_{a}\cos \phi }
2.-
{\displaystyle m_{a}={\frac {1}{2}}{\sqrt {b^{2}+c^{2}+2bc\cos \phi }}}

## Propriedades da mediana
- Em um triângulo qualquer, uma mediana divide este triângulo em duas regiões de áreas iguais.
- Partindo uma mediana do vértice A de um triângulo ABC, sendo G a interseção entre todas as medianas e I a intersecção entre a mediana e o lado BC temos:

{\displaystyle {\frac {AG}{GI}}=2}
- Em um triângulo retângulo, a mediana que parte do ângulo reto divide a hipotenusa em dois segmentos do mesmo tamanho da mediana.
- Pelo teorema da mediana, sendo A, B e C os vértices do triângulo ABC e AI a mediana referente ao vértice A temos:

{\displaystyle AB^{2}+AC^{2}=2BI^{2}+2AI^{2}\,}
1. ↑  «Median of a Triangle (Formulas, Examples, & Video) // Tutors.com». Tutors.com (em inglês). Consultado em 19 de fevereiro de 2022